# Parafia Chrystusa Zbawiciela w Wydminach
Parafia Chrystusa Zbawiciela w Wydminach – kościół parafialny zbudowano w połowie XVI w. Uległ zniszczeniu podczas pożaru Wydmin w 1572 roku, odbudowano go na przełomie XVI i XVII wieku. Jego gruntowna rekonserwacja i przebudowa miała miejsce w 1857 roku. Początkowo był to kościół ewangelicki. Parafia ewangelicka działała w Wydminach od 1558 do 1945.
W 1945 kościół przejęli katolicy obrządku rzymskiego. Parafia rzymskokatolicka została erygowana kanonicznie w 1962 przez biskupa Tomasza Wilczyńskiego. Do 1981 parafia posiadała kaplicę filialną w Orłowie wraz z rezydującym tam wikariuszem, kiedy to bp Jan Obłąk wydzielił parafię pw. św. Kazimierza Królewicza w Orłowie. Urząd proboszcza parafii pełnili: ks. Wacław Radziwon (1962-1972), ks. Stanisław Nowak (1976-2002), ks. Ryszard Grabowski (2002-2019), ks. Janusz Warych (od 2019). Patronem kościoła jest św. Antoni Padewski, w jego wspomnienie liturgiczne, 13 czerwca, odbywa się odpust parafialny. W latach 1976–2003 w kościele liturgię sprawowali także wierni obrządku greckokatolickiego z parafii pw. św. Włodzimierza i Olgi w Wydminach. 
Obecnie parafia liczy kilkanaście wiosek i 4500 wiernych. Istnieją obecnie 2 kaplice filialne:  w Sołtmanach i Gawlikach Wielkich, w latach 2003–2009 odprawiana była też msza niedzielna w Siedliskach.
Parafia Chrystusa Zbawiciela w Wydminach była pierwszą parafią, którą objął jako wikariusz obecny biskup rzymskokatolickiej diecezji św. Józefa w Irkucku Cyryl Klimowicz.